# エボシガラ
エボシガラ（烏帽子雀、Parus bicolor）は、スズメ目シジュウカラ科シジュウカラ属（Baeolophus属とする説もあり）に分類される鳥。

## 分布
アメリカ合衆国東部、カナダ（オンタリオ州南部）、メキシコ北東部

## 形態
全長17cm。背面と翼は灰色、体側面はオレンジ、腹面は白い羽毛で覆われる。
頭頂部には冠羽が発達し、和名の由来になっている。額は黒い。

## 生態
主に落葉広葉樹林に生息する。
食性は雑食で、昆虫類、果実、種子等を食べる。夏季は主に昆虫類や果実、冬季は種子などを食べる。
繁殖形態は卵生。樹洞の中にコケなどの柔らかいものを敷いた巣を作るが、住宅街の人工巣箱も利用する。
冬季は群れをなし、同種以外のシジュウカラ科とも行動する。

## 人間との関係
市街地にも生息し、巣箱や餌台をよく利用するため生息地では人間に身近な鳥類の1つとされる。以前はアメリカ合衆国北東部やカナダでは見られなかったが、市街地では冬季にも餌台等から採食を行えるため分布を北へ拡大させ1914年以降はカナダでも観察されている。